# Le canzoni di Fred Bongusto
Le canzoni di Fred Buongusto è il terzo album in studio di Fred Bongusto, pubblicato nel 1964.

## Tracce
1. Una rotonda sul mare
2. Mare non cantare
3. Da cosa nasce cosa
4. Chi ci sarà dopo di te
5. Ora che ti sto perdendo
6. Mademoiselle ay-bo-lè
7. 'A nnammurata mia
8. O cielo ce manna sti 'ccose
9. Tu nun 'e a chiagnere
10. Napoli c'est fini
11. Va bbuono
12. Uno due tre